# Броды-Дуже (Люблинское воеводство)
Броды-Дуже (пол. Brody Duże) — деревня в Замойском повете Люблинского воеводства Польши. Входит в состав гмины Щебжешин. Находится примерно в 19 км к западу от центра города Замосць. По данным переписи 2011 года, в деревне проживало 540 человек.
В 1975—1998 годах деревня входила в состав Замойского воеводства.

## Население
Демографическая структура по состоянию на 31 марта 2011 года:
|         | Всего | До трудоспособного возраста | Трудоспособного возраста | Старше трудоспособного возраста |
| ------- | ----- | --------------------------- | ------------------------ | ------------------------------- |
| Мужчины | 269   | 59                          | 176                      | 34                              |
| Женщины | 271   | 42                          | 154                      | 75                              |
| Всего   | 540   | 101                         | 330                      | 109                             |